# دة تششمة
دة تششمة (بالفارسية: ده‌چشمه) هي قرية تقع في قسم ميزدج سفلي الريفي في إيران. يقدر عدد سكانها بـ 4,699 نسمة .